# إيفان رودريغيز ميسا
إيفان رودريغيز ميسا هو سباح بنمي وأمريكي، ولد في 22 يناير 1977 في بنما في بنما.

## روابط خارجية
- إيفان رودريغيز ميسا على موقع الاتحاد الدولي للسباحة (الإنجليزية)
- إيفان رودريغيز ميسا على موقع اللجنة الأولمبية الدولية (الإنجليزية)
- إيفان رودريغيز ميسا على موقع أوليمبيديا (الإنجليزية)